# Leopoldsdorf (Gemeinde Reingers)
Leopoldsdorf ist eine Katastralgemeinde im nördlichen Waldviertel, die zur Gemeinde Reingers in Österreich gehört. Leopoldsdorf ist mit 201 Einwohnern die größte Ortschaft der Gemeinde Reingers und liegt auf etwa 600 m ü. A.

## Geografie
Der Ort liegt etwa 2,5 km südlich von Reingers und wird von den Landstraßen L8179 und L8165 durchquert. Zur Grenze nach Tschechien sind es in östlicher Richtung etwa anderthalb Kilometer. Zur Ortschaft zählen auch die Rotte Saghäuser und die Streusiedlung Parten. Am 1. April 2020 umfasste die Ortschaft 92 Adressen. Auf tschechischen Gebiet befindet sich die Wüstung Romava.

## Geschichte
1590/91 zählte Leopoldsdorf 13 untertänige Häuser; 1751 gab es 14 untertänige Häuser. Der Ort zählte über viele Jahrhunderte zur Herrschaft Litschau. Im Jahr 1822 wurde der Ort als Dorf mit 28 Häusern genannt, das nach Reingers eingepfarrt war, wohin auch die Kinder eingeschult wurden. Die Herrschaft Litschau besaß die Ortsobrigkeit, übte die Landgerichtsbarkeit aus und besorgte die Konskription. Die Untertanen und Grundholde des Ortes gehörten der Pfarre und der n Herrschaft Litschau.
Laut Adressbuch von Österreich waren im Jahr 1938 in der Ortsgemeinde Leopoldsdorf zwei Gastwirte, ein Gemischtwarenhändler, zwei Müller, zwei Schmiede, ein Schneider und eine Schneiderin, zwei Schuster, ein Trafikant und zahlreiche Landwirte ansässig. Im Zuge der Niederösterreichischen Kommunalstrukturverbesserung trat die damalige Ortsgemeinde Leopoldsdorf per 1. Jänner 1971 der Gemeinde Reingers bei.

## Infrastruktur
In Leopoldsdorf gibt es zwei Gasthäuser sowie einen Greißlerladen und eine Diskothek. Inmitten des Ortes befindet sich ein Teich mit einer Fläche von 2,2 ha. In der Zeit von Juni bis September ist dort nach Erwerb einer entsprechenden Angelkarte der Fang von Karpfen, Hecht, Zander und Schleie möglich.

## Kultur und Sehenswürdigkeiten

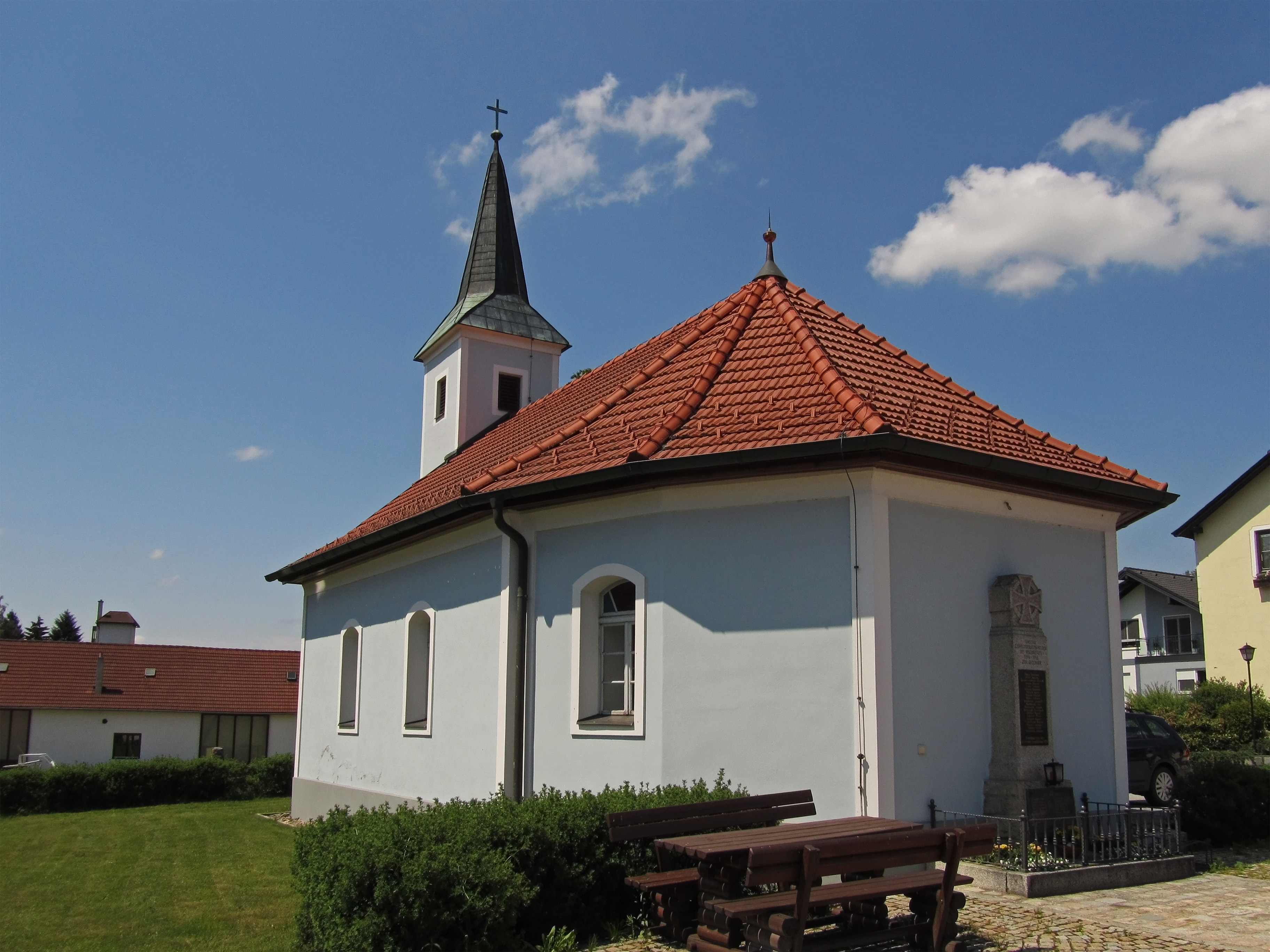
Ortskapelle Leopoldsdorf

- Katholische Ortskapelle Leopoldsdorf Mariahilf

## Vereine und Veranstaltungen
- Jährlich findet in Leopoldsdorf ein großes Oktoberfest statt, wodurch das kleine Dorf in der ganzen Region bekannt ist. Es dauert drei Wochen und bringt mehrere 10.000 Besucher in den Ort, die dann bekannte Unterhalter (DJ Ötzi, Münchner Zwietracht etc.) hören können.[7]
- Am 30. Dezember findet rund um den Teich der alljährliche Silvesterpfad statt. Hier werden Unterhaltung und Speisen angeboten.